# ニューヨーク・クリッパー

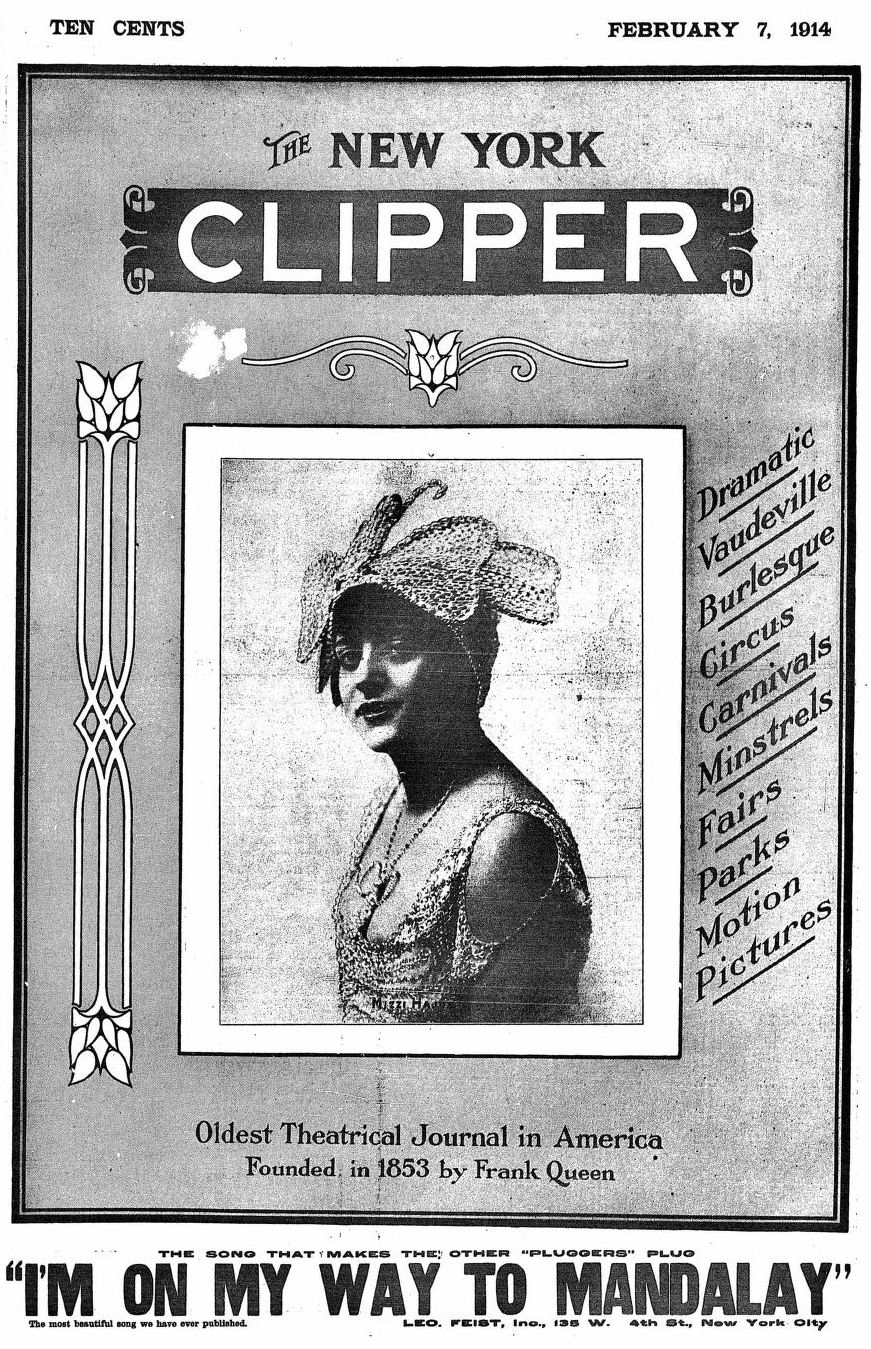
1914年2月7日付の新聞の表紙

ニューヨーク・クリッパー (New York Clipper) またはクリッパー (The Clipper) は、アメリカ合衆国の新聞。
娯楽を専門に取り扱っており、サーカス、ダンス、音楽、アウトドア、スポーツ、演劇などさまざまなトピックを取り上げていた。
発行部数は約25,000部。毎年、『ニューヨーク・クリッパー・アンニュアル』を発行していた。1924年に娯楽雑誌のバラエティに吸収された。